# Каппарова, Макпал Ибрахимовна
Макпал Ибрахимкызы Каппарова (род. 12 апреля 1993) — казахстанская спортсменка, гандболистка, мастер спорта по гандболу, чемпионка РК Высшей Лиги, Бронзовый призёр Супер Лиги РК . Выступала за гандбольный клуб «Астана»

## Биография
Воспитанница астанинской ДЮСШОР № 1 отделении «Гандбол». Первым тренером является Багдат Ермековна Майлюбаева.
С 2006 года — выступает за ГК «Астана».